# Верхні Кар'явди
Верхні Кар'явди́ (рос. Верхние Карьявды, башк. Үрге Ҡаръяуҙы) — село у складі Чекмагушівського району Башкортостану, Росія. Входить до складу Новобалтачевської сільської ради.
Населення — 34 особи (2010; 58 у 2002).
Національний склад:
- татари — 57 %
- башкири — 43 %